# Perneszy család

Az osztopáni Perneszy család címere. 1439. június 5.-én Albert magyar királytól kapták.

Az osztopáni Perneszy család Somogy vármegye mára kihalt főbbrendű családja volt, melynek tagjai Somogy vármegyéből Szigetvár és Babócsa eleste után vándoroltak el Erdélybe, Zalába és Vas vármegyékbe.

## Története
A család a Somogy vármegyében a mai Miklósi és Törökkoppány között fekvő, a török hódoltság alatt elpusztult Pernesz (Perneszi-puszta) és Osztopán helységekről vette nevét.
A család kétségtelen őse, az 1273-ban adományos Péter atyjától, somogyvármegyei nemes Lászlótól kezdve kihaltáig 14 nemzedéken át virágzó család volt a vármegyében és a szomszédos Zala és Vas vármegyékben. Osztopáni László fia Péter fia Pethő mester 1354-ben szerepel feleségével Egudi János lányával Katich asszonnyal egy oklevélben. Ennek a Osztopáni Pető unokája, Péter fia osztopáni Perneszy Pál mester igen magas tisztségeket töltött az ő korában ahhoz képest, hogy a köznemesség soraihoz tartozott.

### Osztopáni Perneszy Pál mester
- 1429-ben Zsigmond király allovászmestere,
- 1447-ben macsói albán,[2]
- 1447-1460-ig alnádor;
- 1439. június 5.-én[3] Albert magyar királytól címereslevelet nyert a maga, testvére Perneszy Pető és unokatestvérei: György fia, Mihály és István nevére.[4]
- 1448-ban (Osztályos rokonaival együtt) birtokos lett Mérőn, Torvajon, Szennán, Szomajomban, Kalocsafalván, Kiskárán és Bárdon is.

Perneszy Pál fiatal korában a Garai család familiárisa lett. Az igen befolyásos főúri háznál tett szolgálata eredményesnek bizonyult. Nem csak újabb birtokadományokban részesült, hanem hatalmat és presztízst is szerzett Pál mester: 1447-ben Garai László nádor alnádorának nevezte ki. A főúr halála után, még a nádor árvájának, Garai Jóbnak a tiszttartója volt 1460-ban. Azonban a lehetőségeket felmérvén, ahogy több más tehetős köznemes úr is tette, Pál elhagyta a Garai családot és helyette Újlaki Miklóst szolgálta. 1464-ben már a szlavóniai vicebánja volt Újlaki familiárisaként, egészen halálaig 1470 előtt.

### Perneszy Pál mester leszármazottjai
Perneszy Pál 1448-ban (Osztályos rokonaival együtt) birtokos lett Mérőn, Torvajon, Szennán, Szomajomban, Kalocsafalván, Kiskárán és Bárdon is. Felesége Szapolyai Orsolya, aki 1500. március 7.-én hunyt el a sírköve alapján. A régi hagyomány szerint Szapolyai Orsolya lehetett Szapolyai Imre nádor testvére, de újabb vélemények szerint valószínűleg inkább az unokatestvére lehetett. Másrészt Perneszy Pál alnádor gyermekei kora miatt, és maga az ő halála miatt, lehetséges hogy Szapolyai Orsolya egy második felesége lehetett, és nem a gyermekei anyja.
Perneszy Pálnak volt két fiú gyermeke aki tovább vitte a családot. Az egyik fia Perneszy Zsigmond alispán volt, és Újlaki Miklós bosnyák király főtanácsosa. Felesége Némai Kolos Borbála, Némai Kolos László komáromi várnagy lánya, aki 1500-ban még hajadon volt. Zsigmond unokája Ferenc fia Perneszy Farkas 1545-ben somogyi alispán, 1557-ben Báthory András balaton szentgyörgyvári povizora. Felesége Polyanai Brodarics Klára, Brodarics Mátyás máramarosi sókamaraispán és Csébi Pogány Sára lánya volt, aki özvegyként szerepelt, 1561-ben. Klára jelentős Zala vármegyei birtokokat örökölt édesanyja után a Csébi Pogány családtól, és ezek a perneszy család kezébe jutottak. Perneszy Farkas leánytestvére viszont háromszor házasodott meg: az első férje Háshágyi Imre zalai alispán volt, a második Kewsy Benedek, akinek a házastársa volt éppen 1579-ben és az utolsó Zichy István, László és Szenterézsbeti Terjék Dorottya fia.
Perneszy Pál alnádornak a másik fia Perneszy Imre eleinte, ahogy a bátyja Zsigmond is, egészen fiatal korában került az Újlakiak familiáris körébe, majd 1494 után a hatalmas Báthory György szervitora lett. 1504-ben még a Báthoryak babocsai várnagya volt (1524-ben már szerepelt mint elhunyt). Perneszy Imre felesége, enyingi Török Ilona, enyingi Török Ambrus lánya volt, akiről maradt egy említés mint házastársa 1496-ból. Imrének két fiúgyermeke volt: az egyik Perneszy István, feleségül vette Gerzsenyei Magdolna (fl. 1523) kisasszonyt, akinek az apja Gersenyei György (fl. 1505–1510) az Ugod vár várnagya, földbirtokos; a másik Perneszy Miklós somogyi alispán 1516-ban és 1521-ben Csébi Pogány Zsigmond mellett máramarosi sókamaraispánként tevékenykedett. Miklós neje diankovczei Zakmárdy Kata (fl. 1542–1549), akinek a lánya Perneszy Eufrozsina férjhez ment Chömötey Józsefhez. Perneszy Miklós halála után Zakmárdy Kata férjhez ment a lengyeltóti Lengyel család sarjához lengyeltóti Lengyel Gáspárhoz (fl. 1516–1518). Chömötey József és Perneszy Eufrozsina fia Chemethey István (fl. 1570–1607), Vas vármegye alispánja, követe, földbirtokos.
Perneszy Imre fia, István és Gerzsenói Magdolna gyermeke Perneszy András felsőlendvai kapitány, baranyai és tolnai alispán volt 1563-ban. Aktivan katonaskodott a török támadások korában, és majd Somogyból Zalában talált otthont, majd 1561-ben megszerezte magának Polyanai Brodarics Katalin felesége után - Csébi Pogány Sárának a másik lánya után- a Zalalövői Pogány kúriát, és más birtokokat. Pogány Sára asszony révén, Brodarics Kata jelentős ősökkel rendelkezett, például az alsólendvai Bánffy család, a Türje nembeli Szentgróti család, és I. Osl nembeli Herbord comes. Perneszy András személynöki ítélőmester (1564-1566) volt, majd 1577-ben Felsőlendva, 1581-87 között pedig Alsólendva parancsnoka lett, 1596-ban zalai alispánként szerepelt. András gyermekei: Perneszy János kanizsai várnagy volt 1581-ben majd 1596 és 1601 között zalai alispán, akinek a felesége felesége a Rátót nemzetségbeli pákosi Paksy Katalin; az előkelő menyasszonynak a szülei Paksy Jób, a Tokaj királyi várának kapitánya, földbirtokos és a bajnai Both családnak a sarja, bajnai Both Margit voltak. János testvérei Perneszy György keszthelyi várnagy, és Szentgiróthi és Beregszói Hagymássy Gáborné Perneszy Katalin voltak.
Perneszy István és Gerzsenói Magda fia, András testvére Perneszy István 1566 után Erdélybe került, első felesége Rajki Anna, a második bethleni Bethlen Anna volt. Ő volt a család erdélyi ága alapítója.

## Erdélyi ág
Perneszi István fiai: Rajki Annától való fia Gábor, Móriczheli Farkas Borbála leányától való fia István voltak.
- István előbb Somogy vármegye alispánja, 1562-ben királyi adórovó, majd Somlyói Báthory Kristóf erdélyi vajda várhegyi várnagya volt, kinek ága áttelepedett Erdélybe és András, 1564-ben személynöki ítélőmester, 1581-1587-ig Felsőlindva parancsnoka volt.
- Perneszy Gábor - Ő már 1507-ben a kolozsvári országgyűlésen megbélyegeztetett.
Később, Dóczi András alatt Bethlen Gábor ellen törve, főleg Huszt várának megvételével volt megbízva.
Gábor neje Surányi Bora volt, kitől ifjabb Gábor nevű fia született. Ifjabb Gábornak neje Ujhelyi Mária volt, kitől való Borbála nevű lánya 1709 körül ludányi Bay Ferenchez ment férjhez.
Ugyanez ágból ismert még:
- Perneszy Mária is, aki 1710-ben Szentpály Benjaminhoz ment férjhez.
Perneszi Erzsébet előbb Gálfy János neje lett, kinek kivégeztetése után Keserű Jánosné, végül Szilvásy Boldizsárné; aki 1630-ban több birtokát Zólyomi Dávidnak és Apaffy Györgynek engedte át.
Perneszi Zsigmond ugyancsak Erdélyben, Királyfalván lakott, Avenarius imáit fordította magyarra, és több más munkát is kiadott.
1686-ban az erdélyi fejedelem egyik követe volt a bécsi udvarral kötendő szerződéskor. Ő kapta meg Kassai Borbála Keresztessy Sámuelnétől a Bátosi birtokot, melyet azonban az ő kihaltával Lázár György kapott meg.

## Somogy vármegyei ága

### A férfiági család tagjai
- Perneszy Pál alnádor és fiai 1448-ban adományba kapták Hunyadi Jánostól a somogy megyei Mere, Tolkay, Zenna, Szomojom, Kalocsafalva és Kisskara birtokok részeit.
- Perneszy Zsigmond -  Pál alnádor fia. Újlaki Miklós főtanácsosa, somogyi alispán. Felesége némai Kolos Borbála, Kolos László lánya.
- Perneszy Imre - Pál alnádor fia volt. A babocsai várnagy volt, a Báthory család familiárisa.[12] Felesége enyingi Török Ilona, enyingi Török Ambrus lánya.
- Perneszy Miklós - Imre és enyingi Török Ilona fia. Somogyi alispán 1516 és 1519 között, és 1521-ben máramarosi sókamaraispán. Felesége Zakmáry Kata.
- Perneszy István - Imre és enyingi Török Ilona fia. Felesége Gerzsenói Magdolna, Gerzsenói György lánya.
- Perneszy András - István és Gerzsenói Magdolna fia volt. Tolna és Baranya vármegye közös alispánja (1562. november 5.- 1563. április 19.-),[20] Zala vármegye másodalispánja 1590. február 11.-én.[21] Batthyany Ferenc, majd Julius Salm und Neuburg gróf familiárisa. Perneszy András felesége polyanai Brodarics Katalin, csébi Pogány Sára és polyanai Brodarics Mátyás máramarosi sókamaraispán lánya volt (Brodarics Mátyás bátya, Brodarics István püspök, magyar kancellár volt). Perneszy András és Brodarics Katalin egyetlen gyermeke: János.
- Perneszy János - András és polyanai Brodarics Katalin fia, 1577-ben Komárvárosban (Kiskomáromban) katonáskodott, 1581-ben kanizsai lovaskapitány. Zala vármegye alispánja (1596. január 2. - 1601. február 3.).[19] Zala vármegye országgyűlési követe három ízben: 1598-ban, 1600-ban és 1601-ben.[22] Felesége Pakosi Paksy Katalin, pakosi Paksy Jób és bajnai Both Margit lánya. Paksy Katalintól fia, Perneszy Ferenc, született.
- Perneszy Ferenc - János és pákosi Paksy Katalin gyermeke. Németújvári gróf Batthyány Ferenc (1577-1629) soproni főispán, majd fia gróf Bathyány Ádám (1610-1659) hűséges familiárisa volt.[8] Zala és Somogy vármegyék alispánja (1623 május 1. - 1648. november 14.) volt.[19] Négy ízben Zala vármegye országgyűlési követe: 1620-ban, 1630-ban, (1637. augusztus 20. - 1638. március 26.), és (1646. április 12. - 1647. június 17.).[23] Neje Zombathelyi Zsófia, akinek a szülei szombathelyi és rajkai Zombathely György (fl. 1590– 1636), a magyar királyi kamarának a tanácsosa, Moson vármegye alispánja 1606 és 1612, földbirtokos valamint vizkeleti és szeptenczújfalusi Vizkelethy Ilona (fl. 1622) voltak. Fiaik:János és István voltak.
- Perneszy János - Ferenc és Szombathelyi Zsófia gyermeke. Alsólindva és Nempti főkapitánya. A lövői véghely főkapitánya volt 1671 és 1674 között.[8] Zala és Somogy vármegyék közös alispánja (1677. február 4. - 1678. február 14.).[19] Neje Felsőkáldi Káldy Krisztina volt, akitől született egyetlen gyermeke osztopani Perneszy Zsigmond († 1763. április 17.-én, Pozsonyban, 101 éves korában)[24] a pozsonyi kamara futára, ki az atya által elidegenített javak visszaszerzésének jogát 1694-ben vizeki Tallián Gergelyre ruházta át, sőt utóbb fiának, Tallián Ádámnak 200 forintért a birtokjogi iratokat is átadta. E Perneszy Zsigmondnak Jablonczay Zsuzsától fia Perneszy János Antal (1709 - 1739) helytartótanácsi fogalmazó volt,[25] ki 1730. január 12.-én vette el Pozsonyban O'Maxin Annát. Egyetlen fiú gyermekük Perneszy József (*Pozsony, 1721. február 9.-†?) volt, aki mint egyszerű fűtő, teljes szegénységben vitte sírba nagynevű nemzetsége fiú ágát.
- Perneszy István - Ferenc és Szombathelyi Zsófia gyermeke. 1651 és 1671 között a lövői véghely főkapitánya. Felesége nyéki Rauch Zsuzsanna, nyéki Rauch Dániel (fl. 1596–1663), nedelici főharmincados, a szlavóniai harmincadok főnöke, szlavóniai al-bán és Fürnberg Anna Jusztina leánya.[26] Gyermekei, Perneszy Ferenc, lövő véghelyi főkapitány, Perneszy Anna Julia, előbb vizeki Tallián Gergely, majd (1694) Babocsay Ferenc veszprémi főkapitány neje; Perneszy Zsófia (fl. 1651–1702), zalalövői Csapody István (†1703), a győri lovas alparancsnok hitvese és Perneszy Jusztina, Vukovics Mihály felesége.[27]
- Perneszy Ferenc - István és Rauch Zsuzsanna egyetlen felnőttkort ért fia, aki 1675 és 1683 között a lövői véghely főkapitány volt. 1684-ben, amikor a visszafoglaló háború kezdetén reguláris német csapatok táboroztak a vidéken, Lövőt is többször megsarcolták. A hatalmas adók elől - az alföldi települések egy jelentős részéhez hasonlóan - elmenekült a lakosság, és megfutamodott cselédeivel együtt Perneszy Ferenc is. Halálát ugyan nem tudjuk mi okozta, de az még ugyanebben az évben bekövetkezett. Erről báró gyöngyösi Nagy Ferenc, a Kanizsával szembeni végek vicegenerálisa  az alábbi szavakkal számolt be Batthyány Kristófnak:„...szegény Perneszy Ferenc Uram halálárul, kit még ez előtt nem értettem volt, bizony szánokodásra méltó, mert jó indulata ifjú, erős ember volt. ". Az ő halálával véget ért a Perneszy család földbirtokos kapitányainak sora Zalalövőn. Perneszy Ferenc feleségül vette özvegy béri Balogh Istvánné felsőkáldi Káldy Rebekát (aki egyben béri Balogh Ádám kuruc brigadérosnak az anyja is volt), azonban házasságuk magtalan volt. Ezért az öt évszázad alatt gyűjtött tetemes családi vagyon e Ferenc nővéreire: Perneszy Anna Juliára, előbb vizeki Tallián Gergely, majd (1694) Babocsay Ferenc veszprémi főkapitány nejére; Perneszy Zsófiára (fl. 1651–1702), zalalövői Csapody István (†1703), a győri lovas alparancsnok hitvesére és Perneszy Jusztinára, Vukovics Mihály feleségére és ezek gyermekeire szállt. A lövői földbirtok, a várkastély és a lövői kapitányi cím zalalövői Csapody Istvánra szállt át, aki élete végéig viselte. Ő volt az utolsó lövői várkapitány.[28]

A Perneszy név fiágon feltűnik még egyszer Somogy vármegyében, amikor 1767-ben Antal vármegyei esküdtté lett, és nemességét Vas vármegye bizonyítványával igazolta, de az ő osztopáni Perneszy családhoz való tartozása nem ismeretes.

### A Perneszy család birtokállományának a sorsa
Az osztopáni Perneszy család dunántúli hatalmas birtokállományát az anyai ági leszármazottjai örökölték meg. Zalalövőn, miskei és monostori Thassy Ferencné vizeki Tallián Bobála (1702-1781) révén, a miskei és monostori Thassy család az egyik helyi földbirtokos volt, mivel Tallián Borbála nagyanyja, vizeki Tallián Gergelyné Perneszy Julianna volt. Azonban a család kihaltakor, a hatalmas birtokállomány örökösei Zala és Somogy vármegyében a zalalövői Csapody család, a boldogfai Farkas család, valamint a barkóczi Rosty család lettek. Perneszy Zsófia és zalalövői Csapody István (†1703), a zalalövői várkapitány fia, zalalövői Csapody Ferenc (1689-1762), Vas vármegye szolgabírája, és leánytestvére zalalövői Csapody Mária, barkóczi Rosty László, Vas vármegye szolgabírájának a felesége a két egyetlen örököse volt. A Rosty család, Rosty László révén, illetve a boldogfai Farkas család, Rosty László lánya, barkóczi Rosty Anna (1722-1784), boldogfai Farkas Ferenc (1713-1770) zalai alispán felesége, révén örökölték a jogokat a Perneszyek földjei felett.
A vizeki Tallián család örökölt egy igen jelentős részét a somogyi birtokoknak; Ádándon és Osztopánon voltak a legjelentősebb birtok központjai. A 11 Somogy vármegyei úrbéri birtok, amely egykor a Perneszy család tulajdona volt, összesen 6636 úrbéri holdat alkotott, és rajta 328 jobbágy és 80 zsellér lakott; összes földje több tízezer kataszter holddal felelt meg. A központja a legnagyobb birtok, Ádándon volt, amely egyedül maga 1401 úrbéri holdból állt. Másrészt, zalalövői Csapody Gábor (1760–1825), Somogy vármegye alispánja, királyi tanácsos, 1802. május 24.-én fizette ki az utolsó birtokrészét, amely a boldogfai Farkas családé volt, és ezzel ő vált ennek a hatalmas ádándi örökségnek az egyetlen tulajdonosává. Csapody Gábor fia, zalalövői Csapody Pál (1808-1859), táblabíró, 1848-as honvédkapitány magtalan halálával, a hatalmas családi birtokot és az ádándi kastélyát eladták.
Osztopán utolsó legnagyobb Tallián egyenesági tulajdonosa, az agglegény vizeki Tallián Andor (1852–1935), nagybirtokos, királyi gazdasági főtanácsos volt, akinek nem született gyermeke; Tallián Andornak a szülei vizeki Tallián Pál (1811-1898) somogyi főszolgabíró, földbirtokos és névedi Botka Hermina (1821-1909) úrnő voltak. Az 1920-as évektől már nagyon komoly családi vita alakult ki a jelentős osztopáni vagyon örökösödése körül. Egyetlen két leánytestvére nagymányai Koller Jánosné vizeki Tallián Gizella (1840–1936) úrnő, és besenyői és velikei Skublics Zsigmodné vizeki Tallián Ilona (1841–1925) asszony,
akiknek számos leszármazottja volt. Koller Jánosné Tallián Gizellától nagymányai Koller Kálmán, földbirtokos, és révfalusi Szentmihályi Dezsőné nagymányai Koller Ilona (1871–1934), Skublics Zsigmondné Tallián Ilonától pedig dr. besenyői és velikei Skublics Ödön (1876–1957), zalaegerszegi főszolgabíró, és szentjánosi Szűts Béláné Skublics Marianne asszony született.

## A család címere
Az eredeti címert, Perneszy Pál 1439. június 5.-én, Budán kapta Albert magyar királytól. A címert I. Miksa magyar király 1564. évi átirata írta le: Pajzs: "Kék mezőben lebegő arany koronából kinövő, nyakán aranyvégű nyíllal átlőtt balra fordult ezüst egyszarvú." Sisakdísz: "A koronából kinövő pajzsbeli egyszarvú." Takaró: "Mindkét oldal fekete-ezüst."

## A családfa
- A1 Péter
  - B1 Pethő (fl. 1313-1361), földbirtokos. Felesége: Egudi Katich, Egudi János mester lánya 
    - C1 Péter
      - D1 Pál (fl. 1424-1470), alnádor 1447 és 1460 között, földbirtokos. 1. felesége: ?  2. felesége: Szapolyai Orsolya. (a gyerekek édesanyja azonosíthatatlan)
        - E1 Zsigmond (fl. 1453-1506), Újlaki Miklós főtanácsosa, somogyi alispán, földbirtokos. Felesége: némai Kolos Borbála, némai Kolos László komáromi várnagy lánya
          - F1 Ferenc (fl. 1526-1553), Somogy vármegye alispánja 1550 és 1553 között, földbirtokos.
            - G1 Farkas (fl. 1558-1561), babócsai várnagy, földbirtokos. Felesége: polyanai Brodarics Klára (fl. 1561), csébi Pogány Sára és polyanai Brodarics Mátyás máramarosi sókamaraispán lánya
            - G2 Klára. 1.Férje: Háshágyi Imre (fl. 1547–1577), Zala vármegye alispánja, földbirtokos.2.férje: Kewssy Benedek. 3.férje: Zichy István.

        - E2 Imre (fl. 1469-1512), babócsai várnagy, ecseri Báthory István nádor és Báthory György főlovászmester testvéreknek a familiárisa, földbirtokos. Felesége: enyingi Török Ilona (fl. 1496), enyingi Török Ambrus, Sopron vármegye főispánja, a Bosnyák királyság kincstartója, és thapsoni Anthymus Ilona lánya
          - F1 Miklós, somogyi alispán 1516 és 1519 között, és 1521-ben máramarosi sókamaraispán. Felesége Zakmáry Kata
            - G1 Eufrozsina. Férje: Chömötey József

          - F2 István (fl. 1505-1523), földbirtokos. Felesége Gerzsenói Magdolna (fl. 1523), Gerzsenói György, Ugod vár várnagyának lánya
            - G1 András (fl. 1550–†1590), Tolna és Baranya vármegye közös alispánja 1562 és 1563 között, Zala vármegye másodalispánja 1590-ben, Batthyany Ferenc, majd Julius Salm und Neuburg gróf familiárisa. Felesége: polyanai Brodarics Katalin, csébi Pogány Sára és polyanai Brodarics Mátyás máramarosi sókamaraispán lánya 
              - H1 János (fl. 1577–†1606), 1577-ben Kiskomáromban katonáskodott, 1581-ben kanizsai lovaskapitány, Zala vármegye alispánja 1596 és 1601 között, Zala vármegye országgyűlési követe. Felesége: pakosi Paksy Katalin, pakosi Paksy Jób és bajnai Both Margit lánya
                - I1 Perneszy Ferenc (fl. 1606–†1651), németújvári gróf Batthyány Ferenc (1577-1629) soproni főispán, majd fia gróf Bathyány Ádám (1610-1659) hűséges familiárisa, Zala és Somogy vármegyék alispánja 1623 és 1648 között, Zala vármegye országgyűlési követe. Neje: Szombathelyi Zsófia, Szombathelyi György, Moson vármegye alispánja, és Vizkeleti Ilona lánya
                  - J1 István (fl. 1647–†1663), 1651 és 1671 között a lövői véghely főkapitánya. Felesége: nyéki Rauch Zsuzsanna, nyéki Rauch Dániel (fl. 1613–1663), kamarai, főharmincados, és Fürnberg Anna Jusztina (fl. 1657) lánya
                    - K1 Ferenc, aki 1675 és 1683 között a lövői véghely főkapitánya volt. Felesége: felsőkáldi Káldy Rebeka
                    - K2 Anna Julianna. 1. férje: vizeki Tallián Gergely. 2. férje: idősebb nagyszarvi Babócsay Ferenc veszprémi főkapitány
                    - K3 Zsófia. Férje: zalalövői Csapody István (†1703), győri lovas alparancsnok, lövői véghely főkapitánya
                    - K4 Jusztina. Férje: Vukovics Mihály

                  - J2 Judit (fl. 1648). Férje: meszléni Meszlény Benedek (fl. 1620–1660), Vas vármegye alispánja 1646. és 1656. között, országgyűlési követe, földbirtokos.
                  - J3 Borbála, akinek az első férje Bácsmegyey János. A második férje, a Buzád-Hahót nemzetséghez tartozó Csány Bernát fia, György, a tóthfalusi várkapitány volt.
                  - J4 János (fl. 1652–1674), Alsólendva és Nempti várak főkapitánya, földbirtokos. A lövői véghely főkapitánya volt 1671 és 1674 között, Zala és Somogy vármegyék közös alispánja. Neje: felsőkáldi Káldy Krisztina (fl. 1694)
                    - K1 Zsigmond (*1661–†Pozsony, 1763. április 17.-én, Pozsonyban, 101 éves korában), a pozsonyi kamara futára. Felesége: Jablonczay Zsuzsanna
                      - L1 János Antal (*Pozsony, 1709. június 30.–†Pozsony, 1739. október 8.) helytartó-tanácsi fogalmazó. Neje: O'Maxlin Anna
                        - M1 József (*Pozsony, 1732. március 17.) fűtő. Nőtlen.

                      - L2 Antal (*Pozsony, 1716. december 23.–†1755. után). Felesége nemes Vigyázó Magdolna (*Pápa, 1722. május 19.–†Pusztakovácsi, 1767. december 9.)
                        - M1 Erzsébet (*Pusztakovácsi, 1753. június 29.–†?)
                        - M2 Magdolna (*Pusztakovácsi, 1755. október 5.–†?). Férje, niczki Niczky Jakab (*1754.–†Patalom, 1816. február 22.)
                        - M3 Terézia. Férje, nemes Szép Sándor

            - G2 István, Somogy vármegye alispánja, majd 1562-ben királyi adórovó, 1566 után Erdélybe került, somlyói Báthory Kristóf erdélyi vajda várhegyi várnagya. Ő volt a család erdélyi ága alapítója.
              - H1 Gábor. Felesége: somlyói Báthory Zsófia, somlyói Báthory Zsigmond lánya (előbb losonczi Bánffy Tamásné).
              - H2 István (fl. 1578-1589) véghegyi parancsnok. 1. felesége: Rajki Anna. 2. felesége: bethleni Bethlen Anna (Bethlen Gergely lánya).
                - I1 (első házasságból) Gábor, (fl. 1607). Felesége Surányi Borbála.
                  - J1 Gábor. Felesége: Újhelyi Mária.
                    - K1 Zsigmond, 1686-ben követ a bécsi udvarnál, Küküllő vármegyei királyfalvai földbirtokos. Első felesége: palóczi Horváth Sára. 2. felesége: losonczi Bánffy Sára.
                      - L1 Anna. Férje: gálospetri Csongrády Ferenc, konczai földbirtokos.
                      - L2 Mária. Férje: homororód-szentpáli Szentpály Benjamin

                - I2 (második házasságból) Erzsébet, (†1639. augusztus 15.). 1. férje: kocsárdi Gálffy János. 2. férje: ghibbárti Keserű János. 3. férje: cseszeliczki Szilvássy Boldizsár.